# 若鮎

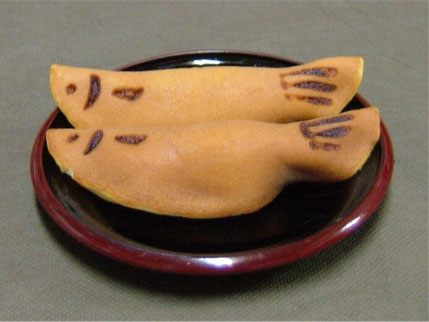
若香魚

若鮎（日语：／ Wakaayu）又稱為登鮎、稚鮎、桂鮎、鮎菓子、若香魚，日式點心的一種，形如燒香魚。
用蛋糕質地的材料弄成橢圓形，接著切成半月形，用烙印加上了眼和鰭的符號。
由於日本每年6月才會解除禁令，批准出售真正的香魚，所以日本人才製成這一種點心。在關東地區，當地人常常把豆餡放入若香魚中。